# Billaea velutina
Billaea velutina är en tvåvingeart som beskrevs av Louis-Paul Mesnil 1976. Billaea velutina ingår i släktet Billaea och familjen parasitflugor.
Artens utbredningsområde är Madagaskar. Inga underarter finns listade i Catalogue of Life.